# Митланівка
Митла́нівка — пасажирський залізничний зупинний пункт Жмеринської дирекції Південно-Західної залізниці.
Розташований неподалік від села Ярошенка Жмеринського району Вінницької області на лінії Жмеринка — Журавлівка між станціями Жмеринка (15,5 км) та Ярошенка (5 км).

## Сполучення
На платформі зупиняються приміські електропоїзди у Жмеринському та Вапнярському напрямках
З 18 червня 2021 року запущено електропоїзд Козятин — Кодима (через Вінницю, Жмеринку, Вапнярку, Крижопіль).
По станції Вапнярка можлива пересадка на електропоїзди до Одеси. По Жмеринці-до Вінниці (Козятина), Хмельницького (Гречани) та Могилева-Подільського.